# النواشه العليا (الملاح)

تعديل مصدري - تعديل

النواشه العليا هي إحدى قرى عزلة الملاح بمديرية الملاح التابعة لمحافظة لحج، بلغ تعداد سكانها 49 نسمة حسب تعداد اليمن لعام 2004.